# Patinaj artistic
Patinajul artistic este un sport de iarnă care constă în executarea de elemente specifice precum sărituri, piruete ș.a. pe o suprafață acoperită de gheață. Cele 4 discipline în care se poate concura la nivel Olimpic sunt proba de individual masculin, individual feminin, perechi și dans pe gheață. Disciplinele non-olimpice includ patinajul sincronizat. În competițiile de seniori, patinatorii execută de regulă două programe: programul scurt și programul liber care, depinzând de disciplină, pot include elemente precum piruete, sărituri, pași, ridicări, sărituri aruncate, „spirala morții”, secvențe de pași ș.a.
Lama patinei are o canelură pe partea de jos ce creează două muchii distincte, o muchie interioară și una exterioară. În patinajul artistic, patinatorul se folosește de aceste muchii pentru a patina. Ca o altă trăsătură caracteristică, lama prezintă la vârf un set distinct de zimți, care ajută la executarea elementelor.
Patinatorii concurează la diferite niveluri, novice, junior și senior, în competiții locale, naționale sau internaționale. Uniunea Internațională de Patinaj reglementează arbitrarea patinajului artistic la nivel internațional și desfășurarea competițiilor. Competițiile includ Jocurile Olimpice de iarnă, Campionatele Mondiale, Campionatele Europene, Campionatul „Patru Continente”, evenimente de Grand Prix etc.
Sportul este, de asemenea, asociat cu show business. Competițiile majore, în general, se încheie cu gale de demonstrații, în care patinatori de top din fiecare disciplină efectuează programe non-competitive. Mulți patinatori, atât în timpul carierei competitive cât și după terminarea acesteia, participă de asemenea la spectacole pe gheață care se execută și în timpul sezonului competitiv, și în afara lui.

## Istorie
- Primele patine sunt construite din os de animal legate de picior cu piele de animal.
- În secolul XIII osul este înlocuit cu lemnul.
- În secolul XVI olandezii au adus îmbunătățiri patinelor adăugând și metalul.
- 1882: La Viena, norvegianul Axel Paulsen a inventat săritura Axel (cu o rotație și jumătate).
- 1892: S-a înființat Federația Internațională de Patinaj
- 1904: La Melbourne, Australia se deschide primul patinoar.
- 1904: Femeile participă la competiții individuale la Davos, Elveția.
- 1908: Patinajul se află în rândul sporturilor olimpice de vară. Sonja Henie revoluționează această disciplină sportivă.
- 1909: La Stockholm, suedezul Ulrich Salchow inventează saltul care îi poartă numele.
- 1910: La Berlin, germanul Werner Rittberger inventează saltul care îi poartă numele.
- 1913: La Engelman, austriacul Alois Lutz inventează saltul care îi poartă numele.
- La JO de la Chamonix din 1924, patinajul devine sport olimpic de iarnă, cu probe individuale masculine și feminine și proba de perechi. Dansul pe gheață a fost adăugat în rândul probelor olimpice în 1976, la Innsbruck.
- 1925: Suedezul Gillis Grasfström reușește saltul Dublu Salchow.
- 1928: Primul titlu olimpic pentru norvegiana Sonja Henie, care va recidiva în 1932 și în 1936.
- 1944: Americanul Richard Button reușește Dublu Lutz.
- 1962: La Praga, americanul Donald Jackson reușește Triplu Lutz.
- 1978: La Campionatele Mondiale de la Otawa, canadianul Very Taylor reușește Triplu Axel.
- 1988: La Campionatele Mondiale de la Budapesta, canadianul Kurt Browning reușește primul salt quadruplu.

## Regulament
Probele patinajului artistic sunt în numar de 5:
- probele individuale, masculin și feminin
- proba de perechi
- proba de dans
- echipa

### Probele individuale, masculine și feminine
Concurenții sunt notați după două programe separate: programul scurt și programul liber.

#### Programul scurt
- constă din 8 elemente obligatorii: 3 sărituri, 3 piruete și 2 secvențe de pași rapizi.
- patinatorul își alege o piesă de muzică instrumentală și poate efectua elementele obligatorii în orice ordine într-un interval de maximum 2 min. și 50 sec.
- fiecare ratare a elementelor obligatorii determină o penalizare.

Primii 24 de patinatori la programul scurt avansează la programul liber.

#### Programul liber
- nu are elemente obligatorii.
- concurentul alege muzica, tema și coregrafia și poate efectua sărituri foarte dificile, piruete și pași combinate cu mișcări artistice.
- juriul evaluează dificultatea programului, varietatea lui, acuratețea, încrederea și viteza, precum si interpretarea artistica.
- limita de timp pentru programul liber este de 4 min. 30 sec.

### Proba de perechi
În proba de perechi este esențială coordonarea partenerilor, în cadrul elementelor efectuate.

#### Programul scurt
- conține 8 elemente obligatorii (ridicări, sărituri, spirale, piruete, etc.)
- perechea își alege o piesă de muzică instrumentală și poate executa mișcările obligatorii în orice ordine într-un interval de maximum 2 min. și 50 sec.

#### Programul liber
- programul liber nu are elemente tehnice obligatorii.
- limita programului este de 4 min. și 30 sec.

### Proba de dans
Spre deosebire de proba de perechi, în dansul pe gheață, importante sunt ritmul, interpretarea muzicii și precizia pașilor, partenerii rămânând în contact pe toata durata evoluției.

#### Dansul obligatoriu
- toate perechile execută același dans, ritmul și pașii specifici trebuind să fie executați în aceeași manieră.
- contează 20% din totalul scorului final.

#### Dansul original
- patinatorilor li se impune un anumit ritm (tango, passo doble etc.), iar ei trebuie să execute o versiune originală cu mișcări la alegere.
- limita de timp este de 2 min.
- conteaza 30% din scorul final.

#### Programul liber
- nu are elemente obligatorii, acest lucru permițând concurenților să-și expună întreaga gamă de elemente tehnice și artistice, pe un fond muzical și o coregrafie la alegere.
- limita de timp este de 4 min.
- contează 50% din scorul final.

## Patinajul în România
În România, patinajul a început să fie practicat din a doua jumătate a secolului al XIX-lea. La începutul secolului XX, Clujul devine centrul de activitate al patinajului, locul unde se desfășoară Campionatele Naționale de Patinaj. În 1965, în București s-a construit patinoarul Floreasca.